# Championnats du monde de patinage artistique 1928
Navigation
Mondiaux 1927 Mondiaux 1929
Les championnats du monde de patinage artistique 1928 ont lieu du 25 au 26 février 1928 à Berlin en Allemagne pour les Messieurs, et du 5 au 6 mars 1928 à Londres au Royaume-Uni pour les Dames et les Couples.
Pour la première fois, des patineurs américains et canadiens participent à des mondiaux.

## Podiums
| Épreuves                      | Or                          | Argent                     | Bronze                         |
| ----------------------------- | --------------------------- | -------------------------- | ------------------------------ |
| Messieurs résultats détaillés | Willy Böckl                 | Karl Schäfer               | Hugo Distler                   |
| Dames résultats détaillés     | Sonja Henie                 | Maribel Vinson             | Fritzi Burger                  |
| Couples résultats détaillés   | Andrée Joly / Pierre Brunet | Lilly Scholz / Otto Kaiser | Melitta Brunner / Ludwig Wrede |

## Tableau des médailles
| Rang  | Nation     | Or | Argent | Bronze | Total |
| ----- | ---------- | -- | ------ | ------ | ----- |
| 1     | Autriche   | 1  | 2      | 3      | 6     |
| 2     | France     | 1  | 0      | 0      | 1     |
| 2     | Norvège    | 1  | 0      | 0      | 1     |
| 4     | États-Unis | 0  | 1      | 0      | 1     |
| Total | Total      | 3  | 3      | 3      | 9     |

## Détails des compétitions

### Messieurs
| Rang | Nom               | Nation      | Places | Points | Fig. impo. | Prog. libre |
| ---- | ----------------- | ----------- | ------ | ------ | ---------- | ----------- |
| 1    | Willy Böckl       | Autriche    | 5.5    |        |            |             |
| 2    | Karl Schäfer      | Autriche    | 11.5   |        |            |             |
| 3    | Hugo Distler      | Autriche    | 22     |        |            |             |
| 4    | John Page         | Royaume-Uni | 25     |        |            |             |
| 5    | Roger Turner      | États-Unis  | 26     |        |            |             |
| 6    | Ludwig Wrede      | Autriche    | 27     |        |            |             |
| 7    | Montgomery Wilson | Canada      | 29     |        |            |             |
| 8    | Paul Franke       | Allemagne   | 35     |        |            |             |
| 9    | Jack Eastwood     | Canada      | 44     |        |            |             |
| 10   | Nathaniel Niles   | États-Unis  | 50     |        |            |             |

### Dames
| Rang | Nom              | Nation      | Places | Points | Fig. impo. | Prog. libre |
| ---- | ---------------- | ----------- | ------ | ------ | ---------- | ----------- |
| 1    | Sonja Henie      | Norvège     | 6      |        |            |             |
| 2    | Maribel Vinson   | États-Unis  | 13     |        |            |             |
| 3    | Fritzi Burger    | Autriche    | 15     |        |            |             |
| 4    | Constance Wilson | Canada      | 18     |        |            |             |
| 5    | Melitta Brunner  | Autriche    | 23     |        |            |             |
| 6    | Kathleen Shaw    | Royaume-Uni | 30     |        |            |             |

### Couples
| Rang | Nom                                      | Nation      | Places | Points |
| ---- | ---------------------------------------- | ----------- | ------ | ------ |
| 1    | Andrée Joly / Pierre Brunet              | France      | 7      |        |
| 2    | Lilly Scholz / Otto Kaiser               | Autriche    | 8      |        |
| 3    | Melitta Brunner / Ludwig Wrede           | Autriche    | 18     |        |
| 4    | Ethel Muckelt / John Page                | Royaume-Uni | 18     |        |
| 5    | Beatrix Loughran / Sherwin Badger        | États-Unis  | 25     |        |
| 6    | Maude Smith / Jack Eastwood              | Canada      | 33.5   |        |
| 7    | Theresa Weld-Blanchard / Nathaniel Niles | États-Unis  | 35     |        |
| 8    | Kathleen Lovett / Proctor Burman         | Royaume-Uni | 35.5   |        |